# Модель комунікації Гарольда Лассвела
Модель комунікації Гарольда Лассвела — класична модель в соціології масової комунікації, яка дозволяє дослідити структуру комунікаційного процесу, а також його окремі складові та їх взаємозв'язок. Модель Р. Лассвела отримала широке визнання як одна з провідних парадигм теоретичного осмислення комунікації. Це пояснюється її вдалим формулюванням, рамки якої дозволяють включити не лише теоретичні міркування, але і великий масив емпіричних даних.

## Модель Г. Лассвела— класична модель вивчення процесу масової комунікації
Лассвел Гарольд Дуайт — американський політолог, який активно використовував методи соціальної психології та психоаналізу у вивченні політичної поведінки та пропаганди, виявляючи роль масових комунікацій в політичному і суспільному житті. Г. Лассвелл одним з перших досліджує проблему кількісного контент аналізу політичної комунікації. Він фактично був засновником сучасної теорії пропаганди.
Г.Лассвелл розглядав комунікацію як складний процес, що має свої соціальні функції, внутрішню структуру і загальну спрямованість: "як будь-який процес, комунікація може бути розглянута з точки зору структури і функції інакше кажучи, з позиції структурного та функціонального аналізу ". Оскільки комунікації пронизують всі форми життя, функції соціальної комунікації дуже схожі з процесами сигналізації та управління в живому організмі і найважливішою її функцією є підтримка рівноваги будь-¬якої системи.
Г. Лассвел вважав, що комунікації притаманні будь-¬якому феномену соціального життя, намагався дати цілісний опис масово інформаційних процесів і їх циркуляції, він одним з перших поставив питання про управління масовою свідомістю (масовими уявленнями, очікуваннями, ілюзіями, помилками). Він дійшов висновку, що соціологічний аналіз саме масових ілюзій, очікувань і уявлень найповніше розкриває природу і специфіку суспільної свідомості та громадської думки, ніж вивчення його систематизованих духовних утворень (ідеологій). Тому він вважав особливо важливим вивчення «реального», «практичного», «масового», «розлитого» у суспільній свідомості.

## Зміст та складові моделі
Знаменита стаття Г. Лассвела «Структура і функція комунікації в суспільстві», вперше опублікована в 1948 р. і фактично поклала початок оформлення теорії політичної комунікативності. В даній статті він запропонував свою формулу комунікації, яка розкривається по мірі відповіді на послідовно поставлені питання: хто? повідомляє що? по якому каналу? кому? з яким ефектом?
Згодом дана конструкція, що отримала назву формули Лассвела, зазвичай застосовувалася як ілюстрація кола основних проблем, що знаходяться в полі зору політичної комунікативістики: вивчення комунікаторів, дослідження повідомлень (контент-аналіз), засобів комунікації, аудиторії і результатів інформаційного впливу.
Формула Лассвела трактує політичну комунікацію переважно як імперативний, спонукальний процес: комунікатор, відправник повідомлення, в тій чи іншій мірі прагне вплинути на аудиторію, яка виступає в ролі адресата.

### Складові
Відповідно до запропонованої структури Г.Лассвел виділяє наступні розділи дослідження комунікації, кожен з яких представляє відповідь на відповідне питання:
- аналіз управління процесами комунікації: при відповіді на питання «хто?» розглядаються фактори, які відкривають і направляють сам акт комунікації (в першу чергу це сам комунікатор);
- аналіз змісту переданих повідомлень, сюди ж включається статистичний аналіз частоти згадувань тих чи інших фактів і подій у засобах масової інформації;
- аналіз засобів і каналів, з використанням яких передаються повідомлення (для масової комунікації це аналіз роботи самих мас-медіа); виявлення засобів, адекватних характеру переданих повідомлень і найбільш прийнятних для одержувача;
- аналіз аудиторії (масової, спеціалізованої), що є життєво важливим для результативної комунікації; до вирішення цього завдання залучаються соціологічні служби, результати діяльності яких використовуються професійними, мовними корпораціями, рекламодавцями і т. ін.;
- аналіз результатів («ефект») комунікаційного впливу; в цілому результативність комунікації оцінювалася на підставі певного інтересу до змісту повідомлення.[2]

Згодом багато дослідників, не заперечуючи певної інструментальної корисності цієї схеми, справедливо відзначали, що в теоретичному плані вона є досить істотним спрощенням соціально-політичної дійсності. Деякі з них пропонували доповнити формулу Лассвела новими компонентами. Так, на думку Р.Бреддока, опис процесу політичної комунікації має включати ще два принципово важливих моменти: за яких обставин і з якою метою направляється дане повідомлення. Тим часом і такої інтерпретації політико-комунікаційного процесу властиве одне далеко не безперечне допущення, яке полягає в тому, що передані повідомлення завжди викликають певний очікуваний ефект. Дана модель, безсумнівно, має тенденцію перебільшувати результативність впливу переданих повідомлень, особливо коли мова йде про засоби масової комунікації.

## Удосконалена модель
У 1968 р. Г.Лассвел запропонував більш детальну версію своєї моделі комунікації. Удосконалена модель, як модель була представлена не тільки як формула дослідження комунікаційного процесу, а і як розгорнутий план власне комунікативної дії. Вона також передбачає вивчення процесу комунікації за допомогою відповідей на наступні запитання: Хто?
З яким наміром?
У якій ситуації?
З якими ресурсами?
Використовуючи яку стратегію?
Робить вплив на яку аудиторію?
З яким результатом?
Питання хто? пов'язане з визначенням джерела інформації, яке не завжди може збігатися з комунікатором, безпосередньо її передавачем: це може бути одна особа, а можуть бути і різні. Визначити це важливо для знаходження правильної відповіді на друге питання.
Питання з яким наміром? — Ключове. Тільки з'ясувавши дійсну мету комунікації, можна говорити про підбір адекватних цієї мети засобів (комунікатора, повідомлення, каналу), про вибір цільової аудиторії і т. д. Чітке усвідомлення мети (інформування, інструктування або ж мотивування аудиторії) визначає відповідно і підбір решти компонентів комунікації як умова її ефективності.
Відповідь на питання в якій ситуації? пов'язане з визначенням того, в якій ситуації — сприятливій, несприятливій або нейтральній — здійснюється комунікативний акт. При цьому необхідно встановити наявність природних та штучних бар'єрів між комунікатором і аудиторією, які перешкоджають доведенню інформації до адресата, і спробувати мінімізувати їхній вплив.
Відповідаючи на питання з якими ресурсами? Треба знати, що до ресурсів комунікації відносять як самих фахівців-комунікаторів, так і фінансові та інформаційні засоби, які вони мають у своєму розпорядженні, а також ефективні комунікативні технології, прийоми, методи і т. ін.
Відповісти на питання використовуючи яку стратегію? — значить правильно вибрати стратегію, отже, забезпечити найбільш ефективний спосіб досягнення результативної комунікації. Стратегія — це не тільки визначення перспективних цілей, а й підбір адекватних їм засобів і шляхів їх досягнення. Стратегія комунікації визначається в першу чергу характером мети, особливостями аудиторії, наявністю ресурсів.
При виборі стратегії керуються вирішенням наступних завдань:
• забезпечення максимально повної інформації,
• забезпечення надійного, швидкого і ефективного зворотного зв'язку.
Питання на яку аудиторію? пов'язане з вибором аудиторії комунікації, тобто тих, кому адресовані повідомлення. Ефективність комунікації пов'язана з правильним вибором аудиторії (масової, спеціалізованої, окремих людей). Пошук «своєї» аудиторії і вміння підібрати до неї відповідні засоби і способи комунікативного впливу потребують високого професіоналізму та володіння методами і методиками конкретних соціальних досліджень.
Відповідаючи на питання з яким результатом?, ми маємо на увазі оцінку підсумку сукупних зусиль учасників комунікаційного процесу. Комунікація ефективна, якщо поставлені цілі реалізовані у встановлені терміни і з найменшими витратами. Комунікативна ефективність обумовлена зміною в знаннях та установках, переконаннях або поведінки одержувача інформації.

## Переваги і недоліки
Розглянувши вищенаведене, ми бачимо, що Формула Г. Лассвела стала не тільки моделлю, що відбиває структуру комунікаційного процесу, але і моделлю дослідження цього процесу, його структури та окремих елементів. Тобто, вона являє собою одночасно і модель дослідження комунікаційного процесу, і розгорнутий план власне комунікативної дії — в цьому її безперечна перевага.
Разом з тим вона володіє й істотним недоліком — вона є монологічною, в ній відсутній зворотний зв'язок, завдяки якому ми розглядаємо комунікацію не односпрямованою і не «саму по собі», а як двосторонній процес по відношенню до соціального, культурного, економічного, політичного і іншому контексту. У першу чергу це важливо для масової комунікації, особливо в кризових ситуаціях суспільного життя, коли особливо важлива діяльність ЗМІ в формуванні масової свідомості.

## Значення
Слід зазначити, що результати многолітньої науково -дослідницької діяльності Г. Лассвела є класичною спадщиною для політологів, політичних психологів, соціологів і вони не втрачають своєї актуальності і в теперішній час. Модель Лассвела і досі є основоположною для побудови будь-якого повідомлення в ЗМІ, так як будь-яке інформаційне повідомлення відповідає на п'ять питань, виділених в даній моделі.